# Fairview (Wyoming)
Fairview è un census-designated place degli Stati Uniti d'America, situato nella Contea di Lincoln nello stato del Wyoming. Nel censimento del 2000 la popolazione era di 277 abitanti.

## Geografia fisica
Secondo i rilevamenti dell'United States Census Bureau, la località di Fairview si estende su una superficie di 7,2 km², tutti occupati da terre.

## Popolazione
Secondo il censimento del 2000, a Fairview vivevano 277 persone, ed erano presenti 63 gruppi familiari. La densità di popolazione era di 38,6 ab./km². Nel territorio comunale si trovavano 91 unità edificate. Per quanto riguarda la composizione etnica degli abitanti, il 99,64% era bianco e lo 0,36% proveniva dall'Asia. La popolazione di ogni razza ispanica corrispondeva all'1,81% degli abitanti.
Per quanto riguarda la suddivisione della popolazione in fasce d'età, il 41,5% era al di sotto dei 18, il 7,6% fra i 18 e i 24, il 27,8% fra i 25 e i 44, il 15,5% fra i 45 e i 64, mentre infine il 7,6% era al di sopra dei 65 anni di età. L'età media della popolazione era di 26 anni. Per ogni 100 donne residenti vivevano 92,4 uomini.